# シャベ・バラット
シャベ・バラットもしくはバラットの夜　(Shab-e-Barat, Barat Night, Cheragh-e Brat, Berat Kandili)は、イスラム暦の8か月目であるシャーバーン月の15日の夜に祝われるイスラムの祭日である。シャベ・バラットはシーア派のニーメ・シャーバーン祭と同時に行われるが、シャベ・バラットの起源はニーメ・シャーバーンとは異なる。シャベ・バラットはシーア派とスンニ派イスラムの両方によって祝われるが、ニーメ・シャーバーンはシーア派のみによって、第12代イマーム、イマーム・マフディの生誕記念日として祝う。他方シャベ・バラットは、死者の魂を追悼するためのペルシャのメへラガン(Mehraghan)またはチェラグ・ブラット祭にルーツがある。 .

## 起源

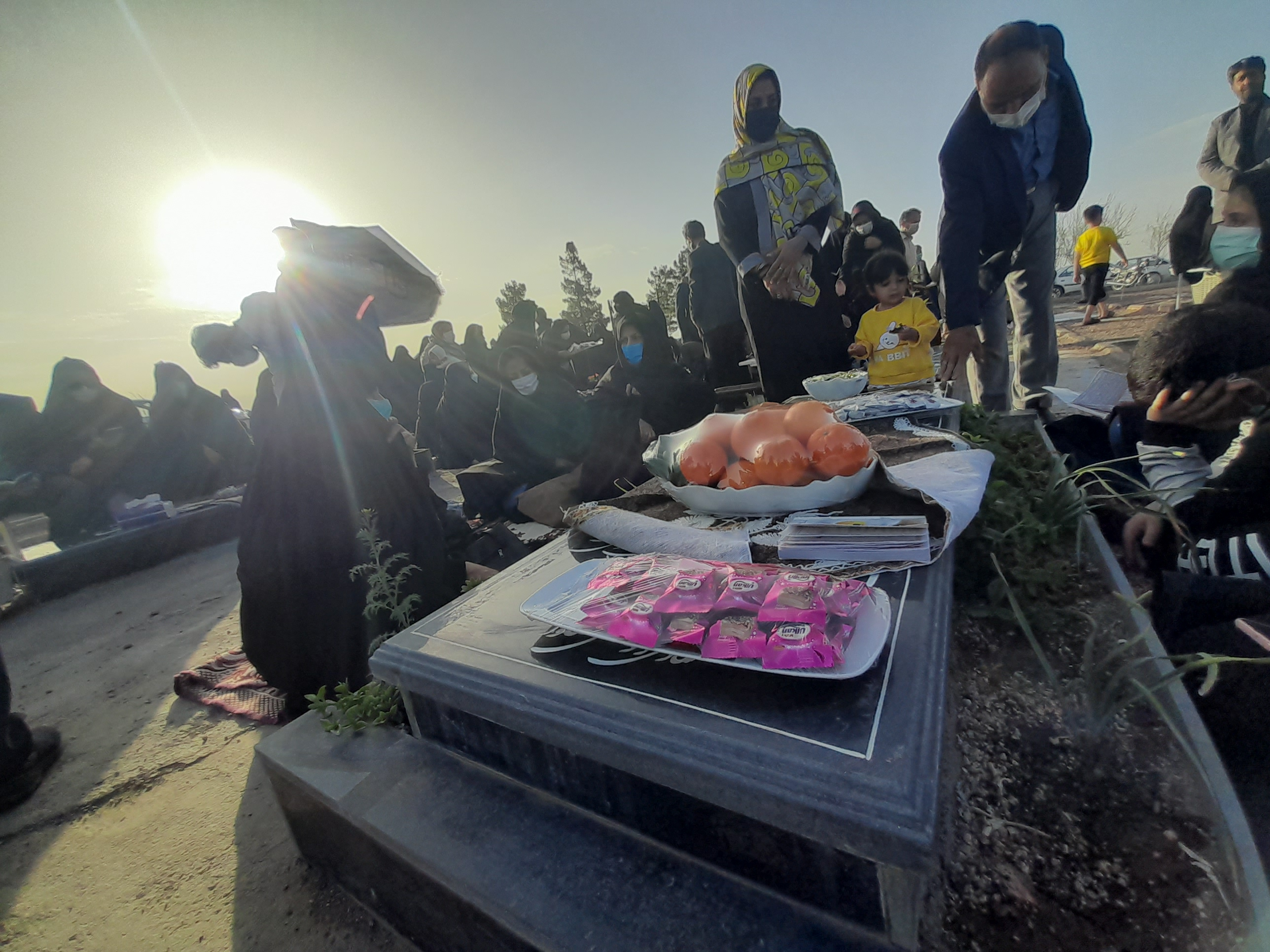
Braat

井本英一教授やモハマド・アジャム博士の近年の研究によると、シャベ・バラットはイスラムに根ざしているのではなく、中東のイスラム以前の宗教に根ざしている。イラン東部の人々が伝統的にシャベ・バラットを祝う方法は、仏教のお盆やヒンドゥー教のピトリ・パクシャ、ゾロアスター教の祭りと同じで、お盆とバラットのルーツは同じだという。研究によると、ペルシア語のBrat（明るい）はアラビア語のBaraatとは異なる。ホラーサーンでは、人々はバラットをチェラグ・ブラットとよび、これは明るい、または明るいお祭りを意味する。ビールーニー（973 – 1050）は次のように書いている。「ブラットは月の12日から15日までの祭りで、アラビア語では明るいという意味のAL Baizであり、バラットはイランの都市ではチェックを意味するalseqeともよばれる。このお祭りを祝う人々は、古代ペルシャの聖なる植物であるペガヌム・ハルマラ ハオマ (Peganum harmala)を墓の隅で焚き、その火に塩をかけ、『ペガヌム・ハルマラは苦く、塩は塩辛いので、敵の嫉妬深い目を遠ざける』という詩を詠む。」

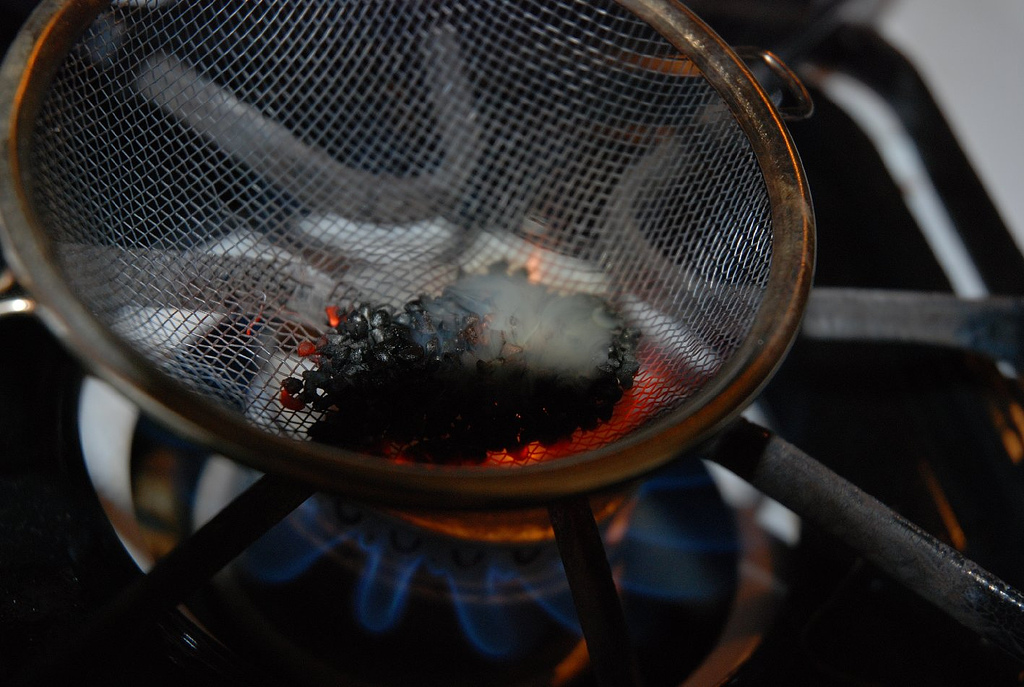
Peganum-harmala-incense

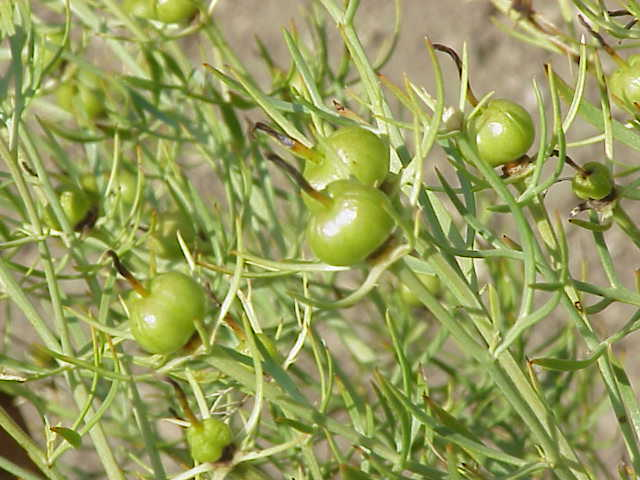
Peganum harmala/haoma